# Los Alamos National Laboratory

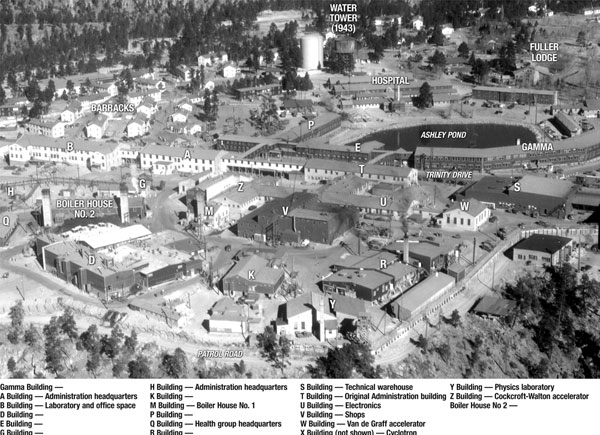
Gebäudeplan ca. 1945. Die Gebäude direkt um den Ashley Pond waren die frühere Technical Area 1 (TA-1).

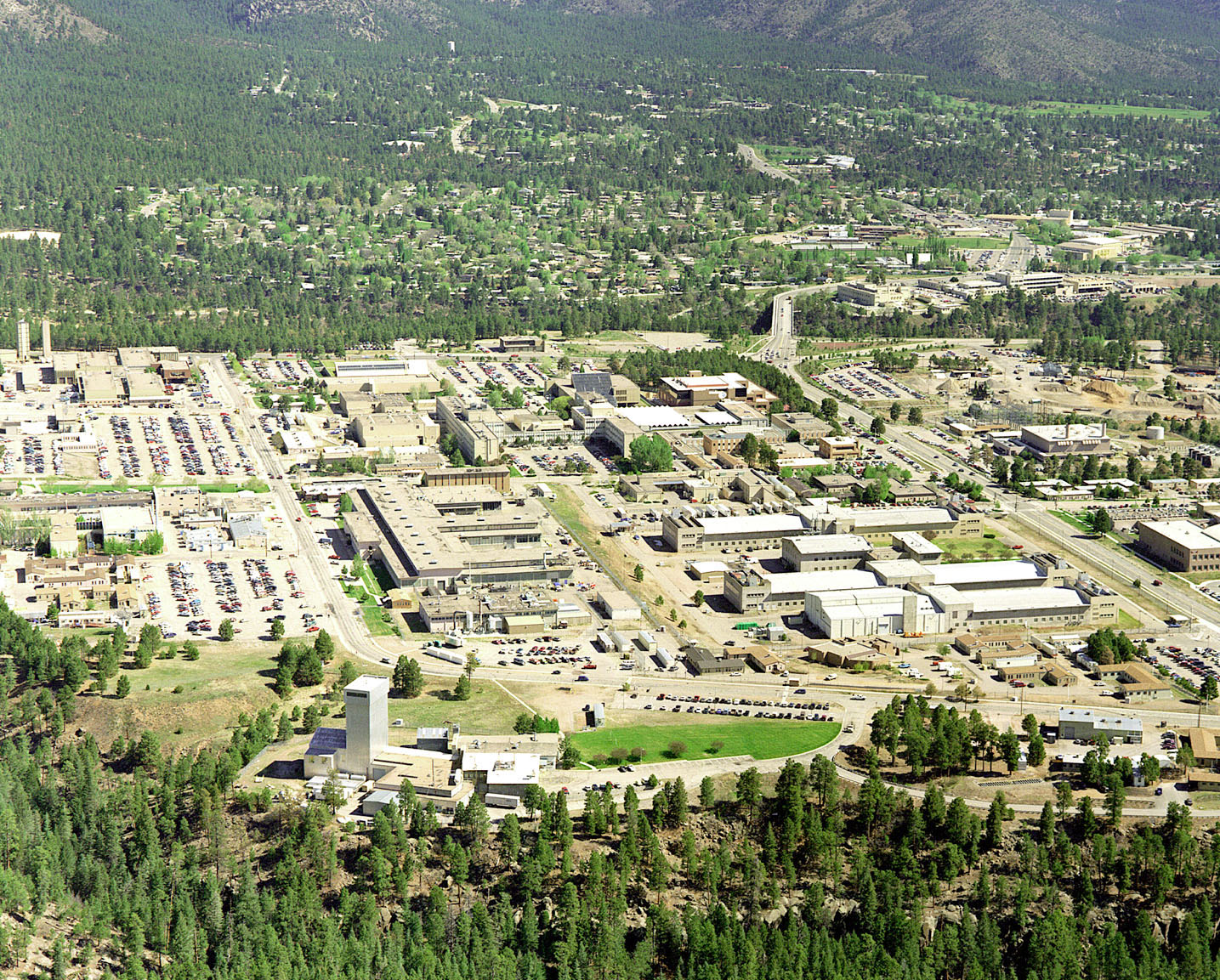
Luftaufnahme von Los Alamos (1995). Die Anlage liegt auf der Pajarito-Hochebene. Sie ist ein abgeschlossenes, gesichertes Areal. Es befinden sich dort mehrere Forschungslabors. LANL betreibt eine einzigartige Plutonium-Infrastruktur nachdem 1989 Rock Flats geschlossen wurde.

Das Los Alamos National Laboratory (LANL, zuvor Los Alamos Laboratory und Los Alamos Scientific Laboratory) ist eine amerikanische Großforschungseinrichtung in Los Alamos, New Mexico. Das LANL betreibt multidisziplinäre Grundlagenforschung mit einem Schwerpunkt auf der nationalen Sicherheit für den Erhalt der Kernwaffenfähigkeiten ohne Nukleartests (Stockpile Stewardship). Die multidisziplinäre Forschung findet unter anderem auf den Gebieten Physik, Chemie, Biologie und Informationstechnologie statt.
Ursprünglich wurde am LANL während des Manhattan-Projekts die erste Atombombe entwickelt. Teile des Gebietes sind weiterhin militärische Sperrzone.
Das LANL hatte 2023 insgesamt über 14.000 Mitarbeiter und ist damit eines der größten Forschungsinstitute der Welt. Es liegt abgelegen etwa 60 km nordwestlich von Santa Fe, New Mexico, auf einer Hochebene in etwa 2200 m Höhe. Der Standort des LANL in New Mexico sollte nicht verwechselt werden mit Los Alamos, Kalifornien, einer Kleinstadt im Nordwesten von Santa Barbara.

## Administration
In der Anfangszeit war das LANL neben anderen Forschungseinrichtungen unter Leitung der U. S. Atomic Energy Commission. Heutzutage ist die Einrichtung, wie das SNL (in Albuquerque, südlich von Los Alamos) und das LLNL (in Livermore, Kalifornien), in die National Nuclear Security Administration (NNSA) untergliedert, welche dem Energieministerium der Vereinigten Staaten (DOE) untersteht. Das DOE ist seit 1977 der Nachfolger der AEC.
Von der Gründung bis 2005 wurde das LANL direkt von der University of California betrieben. Seit 2005 wird der Betrieb durch einen privaten Dienstleister durchgeführt.
Von 2005 an war dies die Los Alamos National Security LLC, ein Konsortium aus der University of California, der Bechtel Corporation, BWXT Government Group und AECOM.
Betreiber des LANL ist seit 1. November 2018 die Triad National Security, LLC (kurz: Triad). An Triad halten mehrere Organisationen und Unternehmen Anteile, insbesondere das Battelle-Institut, die University of California, die Texas A&M University und die Fluor Corporation.

## Geschichte
Die Gründung als Site Y des Manhattan-Projekts (im sogenannten Project Y wurde die Entwicklung der Atombombe explizit verfolgt) erfolgte 1943. Dies gilt als Gründungsjahr der Einrichtung.
Im Dezember 1965 erhielten die Laborgebäude den Status eines National Historic Landmarks zuerkannt. Im Oktober 1966 wurden sie als Historic District in das National Register of Historic Places eingetragen. 1972 wurde in Los Alamos der damals leistungsstärkste Protonen-Linearbeschleuniger im LAMPF (Los Alamos Meson Physics Facility) in Betrieb genommen (Endenergie 800 MeV bei einer Wiederholungsrate von 120 pro Sekunde und einem mittleren Strom von 1 mA), mit dem hauptsächlich kernphysikalische Untersuchungen durchgeführt wurden. Parallel dazu wurde die WNR-Anlage (Weapons Neutron Research) gebaut, die intensive Flüsse hochenergetischer Neutronen für die Untersuchung der Nuklearbombenphysik zur Verfügung stellte. Beide Anlagen sind seit den 1990er Jahren im LANSCE (Los Alamos Neutron Science Center) integriert, das eine Spallationsneutronenquelle für viele Anwendungsgebiete zur Verfügung stellt. Von 1993 bis 1998 fand hier das LSND-Experiment zur Neutrinooszillation statt.
Am 8. Juni 2008 wurde dort der damals schnellste Supercomputer der Welt, der IBM Roadrunner, in Betrieb genommen. 2015 wurde er durch den Cray Trinity Supercomputer ersetzt.

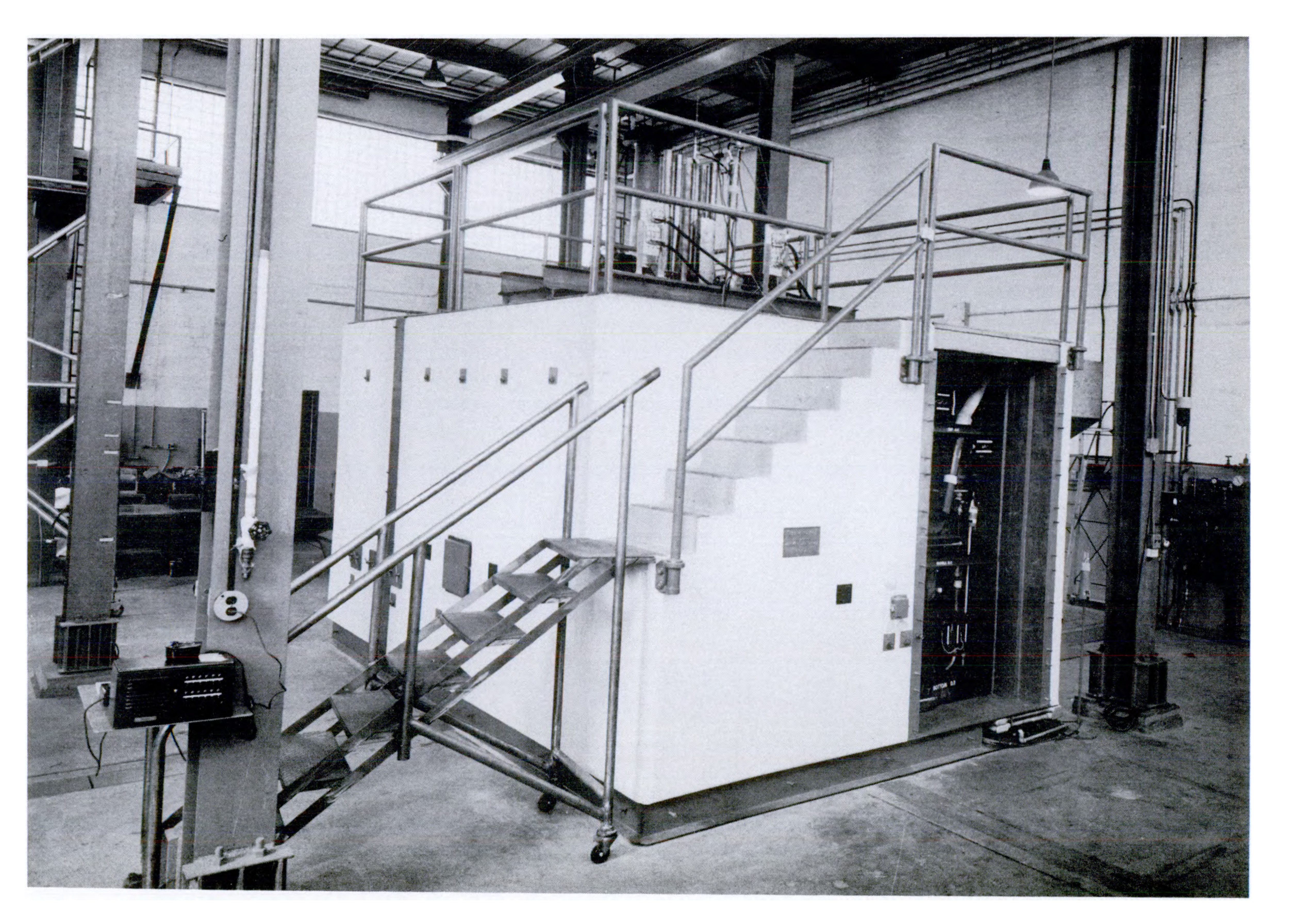
Am LANL wurde, neben Kernwaffen, auch spezielle Kernreaktoren und Kernbrennstoffe erforscht. Darunter, wie in der Abbildung zu erkennen, war Clementine. Der Forschungsreaktor ist ein schneller Reaktor (Brüter) basierend auf Plutonium. Die Hauptentwicklung für Kernreaktoren findet seit 1950 am Idaho National Laboratory (INL) statt.

Am 27. Juni 2011 wurde die Anlage wegen Buschbränden geschlossen, die Stadt selbst evakuiert.
Im August 2011 wurde bekannt gegeben, dass eine Forschergruppe des Labors das weltweit stärkste von einem nicht selbstzerstörenden Magneten ausgehende Magnetfeld erzeugt hatte. Am 18. August brachen sie mit 92,5 Tesla den Weltrekord, den zuvor das Helmholtz-Zentrum Dresden-Rossendorf innehatte, und konnten ihn am kommenden Tag auf 97,4 Tesla erhöhen. Wenig später (2013) wurden bereits 100,75 Tesla erreicht.

### Probleme
In den 1940er und 1950er Jahren ereigneten sich in Los Alamos drei Atomunfälle mit tödlichen Folgen, zwei davon mit demselben Plutoniumkern, dem sogenannten Demon Core (INES: 4). Der dritte Kritikalitätsunfall betraf das unsachgemäße Hantieren mit einer plutoniumhaltigen Flüssigkeit. Dieser Unfall führte dazu, dass in den USA bei der Arbeit mit kritischen Massen von Handarbeit zur Verwendung von Manipulatoren übergegangen wurde.

Auf dem Gelände des LANL befinden sich große Mengen radioaktiver Abfälle. Die Wiederaufarbeitung und Entsorgung ist bis heute andauernd.

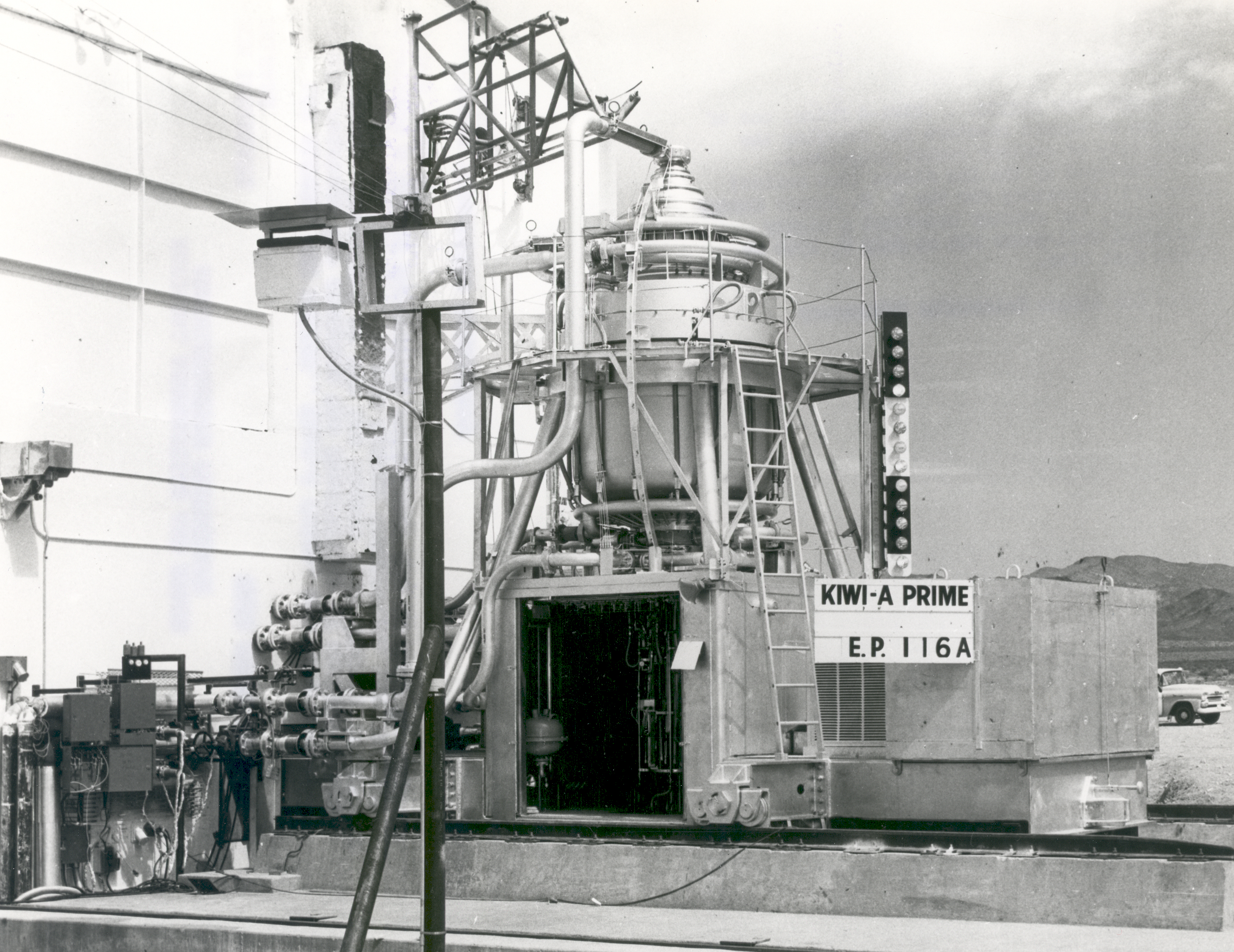
Kiwi-A-Reaktor. Zwischen 1955 und 1972 experimentierte das Institut mit nuklearen Raketenantrieben.

Die Plutonium Facility PF-4 des LANL, eine zentrale Einrichtung des Stockpile-Stewardship-Programms zur Erhaltung des vorhandenen Nuklearwaffenpotentials der USA, ist seit 2014 wegen mangelhaften Risikomanagements im Umgang mit Spaltmaterial geschlossen.

### Kritik
Die Los Alamos Study Group, eine von LANL unabhängige Interessensgruppe, verfolgt seit 1989 die Entwicklungen der Einrichtung im Zuge von Abrüstung, Umweltschutz usw. mit.

## Manhattan Project National Historical Park
2015 wurde der dezentrale Manhattan Project National Historical Park gegründet, zu dem neben Hanford und Oak Ridge auch eine Vielzahl an Orten in Los Alamos gehören, die an die Technikgeschichte erinnern und an die Menschen, die die Arbeiten ausgeführt haben. Im Los Alamos wurde ein Besucherzentrum eingerichtet, kulturelle Orte in der Stadt sind erschlossen, die Mehrzahl der Technikgeschichte fand aber im National Laboratory statt, das für die Öffentlichkeit nicht zugänglich ist.

## Direktoren
- J. Robert Oppenheimer (1943–1945)[26]
- Norris Bradbury (1945–1970)
- Harold Agnew (1970–1979)
- Donald Kerr (1979–1985)
- Siegfried S. Hecker (1986–1997)
- John C. Browne (1997–2003)
- George Peter Nanos (2003–2005)
- Robert W. Kuckuck (2005–2006)
- Michael R. Anastasio (2006–2011)
- Charles F. McMillan (2011–2017)
- Terry C. Wallace (2018)
- Thom Mason (ab 2018)[27]

## Veröffentlichungen
Von 1980 bis 2006 wurde das Los Alamos Science Journal veröffentlicht. Es war das institutionelle Magazin des LANL mit Inhalten aus den Forschungsgebieten. Die meisten Ausgaben sind in einem Archiv noch heute verfügbar (Stand 2023).
Es existieren diverse Sonderausgaben zur Geschichte (1983), zum 50-jährigen (1993) oder zum 60-jährigen (2003) Bestehen.